# Застава Непала
Застава Непала је једина државна застава која није правоугаоног облика. Застава потиче од династије Рана, па је најстарија званична застава на свету. Застава је усвојена 16. децембра 1962.

## Симболи
Плави оквир представља мир и хармонију, који превладавају још од времена Буде, који је рођен у Непалу. Гримизна је национална боја Непала, те представља храбар дух Непалаца. Троуглови не представљају Непалске планине, него показују да је Непал хиндуистичка нација. Црвена троугласта застава је симбол победе хиндуизма од времена Рамаане и Махабхарате. Небеска тела се налазе на застави због наде да ће Непал трајати толико дуго док постоје сунце и месец. Такође, месец симолизује умирујуће и спокојне Непалце, а сунце жестоку одлучност. Месец симболизује и сенку и хладно време око Хималаја, а сунце врућину и високе температуре у нижим деловима Непала.
Приликом промене устава 1962. године, уклоњена су лица са сунца и месеца на застави.
- Изглед заставе до 1962.
- Застава Непала